# Arteră iliolombară
Artera iliolombară este prima ramură a trunchiului posterior al arterei iliace interne.

## Anatomie
Artera iliolombară este prima ramură a trunchiului posterior al arterei iliace interne.  Se întoarce în sus, în spatele nervului obturator și al arterei și venei iliace externe, până la marginea medială a mușchiului psoas mare, în spatele căruia se împarte în:
- Ramura lombară a arterei iliolombare,
- Ramura iliacă a arterei iliolombare.

### Anastomoze
- 1. Ultimul lombar → iliolumbar
- 2. Lateral sacral↔lateral sacral
- 3. Sacral mijlociu → sacral lateral
- 4. Hemoroid superior → hemoroid mediu
- 5. Circumflex femural medial → gluteal inferior
- 6. Circumflexul femural medial↔obturator
- 7. Circumflexul lateral femural → gluteal superior
- 8. Circumflexul iliac profund → gluteal superior
- 9. Circumflexul iliac profund → iliac extern
- 10. Ultimul lombar → gluteal superior
- 11. Ultimul lombar → circumflex iliac profund
- 12. Iliolombare → circumflex iliac profund. [2]

## Imagini suplimentare

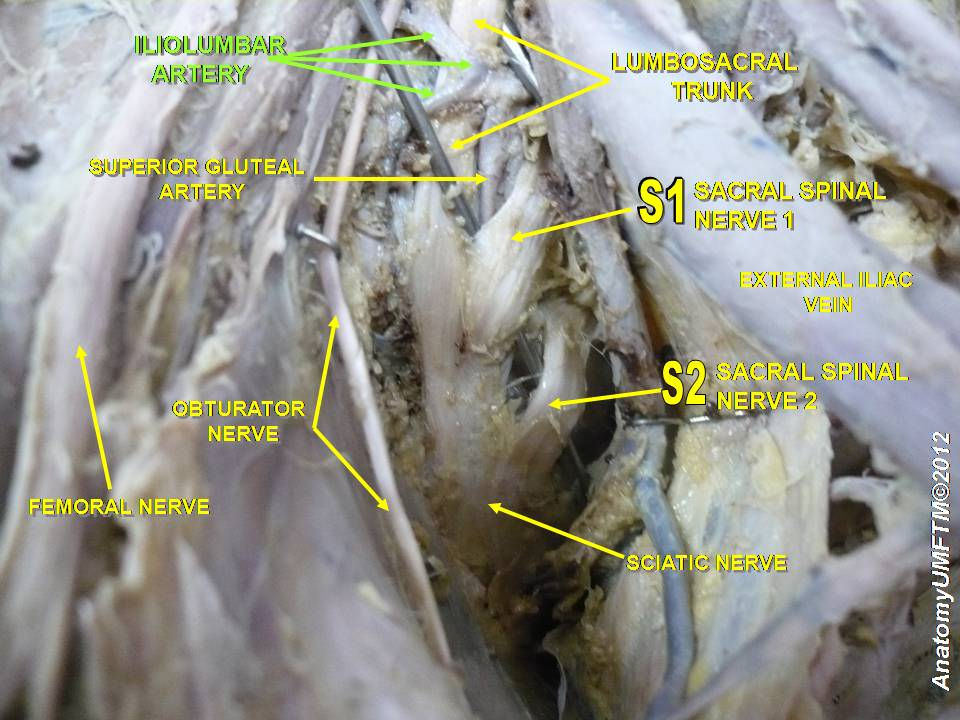
Artera Iliolombară